# Hans-Adolf de Terra
Hans-Adolf de Terra (* 10. April 1921 in Schleswig; † 19. Januar 1994 in Hildesheim) war ein deutscher Politiker (CDU), Jurist und Verwaltungsbeamter.

## Leben
Der Sohn eines Regierungsdirektors beantragte am 22. März 1939 die Aufnahme in die NSDAP und wurde zum 1. September desselben Jahres aufgenommen (Mitgliedsnummer 7.194.710). Er studierte nach dem Abitur in Minden 1939 bis 1941 Rechts- und Staatswissenschaften in Göttingen und legte im selben Jahr das 1. Staatsexamen am Oberlandesgericht Celle ab. Als Rechtsreferendar in Hannover wurde er 1941 als Soldat eingezogen und diente bis 1945 im Zweiten Weltkrieg. Nach Kriegsende begann er (der 1946 sein Verwaltungsexamen bestand) eine Karriere in verschiedenen Verwaltungsebenen Niedersachsens, darunter in der Niedersächsischen Staatskanzlei. 1966 bis 1972 war de Terra Regierungspräsident im Regierungsbezirk Hannover und 1983 bis 1986 Präsident des Niedersächsisches Landesverwaltungsamts.
De Terra trat 1962 in die CDU ein und war Mitglied des Vorstandes des Evangelischen Arbeitskreises der CDU in Niedersachsen. Von 1972 bis 1980 war er Mitglied des Deutschen Bundestages. Bei den Bundestagswahlen 1972 und 1976 wurde er jeweils über die Landesliste der CDU Niedersachsen gewählt. Im Bundestag war er Mitglied des Verteidigungsausschusses.
Er gehörte dem Kuratorium der Hermann-Ehlers-Stiftung an.